# Колона перемоги в війні за незалежність Естонії
Колона перемоги в війні за незалежність Естонії (ест. Vabadussõja võidusammas)  — знаходиться на площі Свободи, Таллінн, Естонія. Пам'ятник був відкритий 23 червня 2009 року як меморіал на честь всіх тих, хто загинув під час війни 1918—1920 року за незалежність Естонії. Колона висотою 23.5 метрів складається зі 143 скляних пластин. Меморіал, також, на вершині містить Хрест Свободи — найвищу нагороду Естонії, засновану в 1919 році.
Авторами проєкту меморіалу є естонські архітектори Райнер Штернфельд, Андрі Лайдре, Кадрі Кихо та Анто Саві.

## Історія

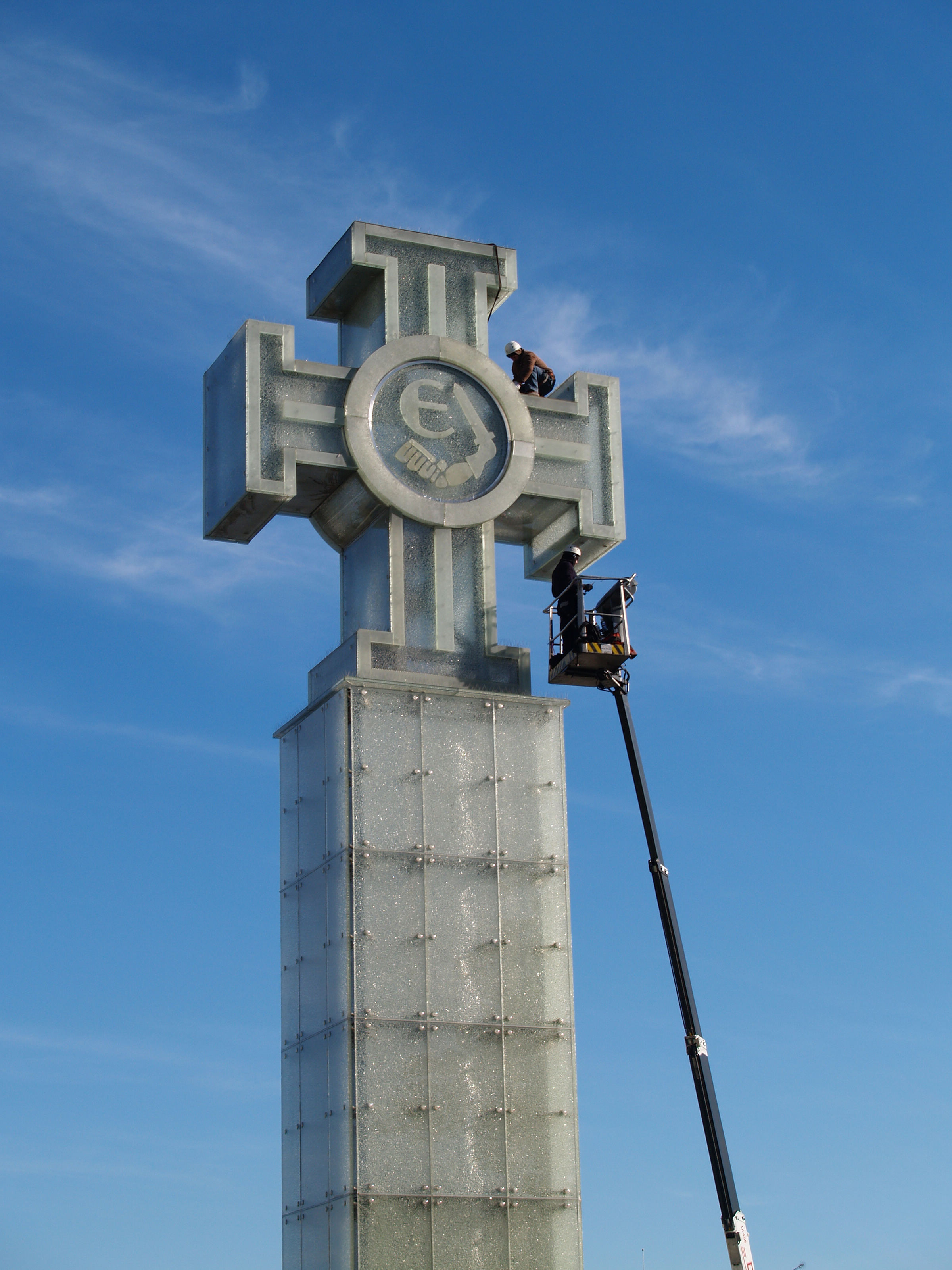
Хрест свободи на вершині монумента з національним мечем і літерою «Е»

Ідея створення пам'ятника прийшла в голови естонської влади в 1919 році, ще до закінчення війни. Під час війни за незалежність у 1918—1920 роках втрати естонської сторони склали понад 4 000 осіб убитими й близько 14 000 пораненими.
7 липня 1920 року Талліннська міська рада ухвалила рішення знести пам'ятник Петру I на Сінному ринку (нині площа свободи). Але знесення статуї було відкладено до тих пір, поки не буде вирішено, який пам'ятник буде встановлений на його місці.
Департаменту освіти міста було доручено почати збір коштів по всій країні для будівництва колони перемоги. 10 лютого 1922 року Талліннський адміністративний департамент ухвалив рішення знести статую Петра I та побудувати на її місці площу Свободи разом з меморіалом, присвяченим боротьбі за незалежність Естонії й пам'яті всіх загиблих. Статуя Петра I була знесена в ніч на 1 травня 1922 року.
З метою поліпшення архітектурного та просторового дизайну площі Свободи в 1937 році була організована конференція і конкурс будівельних проєктів.
20 лютого 1939 року генеральний комітет зі зведення національного монумента війни за незалежність провів своє перше засідання.
Підготовча робота до установки меморіалу була перервана Другою світовою війною і подальшою радянською окупацією. В тому числі, в 1940 році радянський уряд Йоганнеса Барбаруса гроші зібрані для будівництва колони перемоги у війні за незалежність Естонії витратив на будівництво «будинку політосвіти», де зараз розміщується міністерство оборони Естонії.
Після відновлення незалежності Естонії в 1991 році знову було піднято питання про встановлення національного пам'ятника на честь загиблих у війні за незалежність.

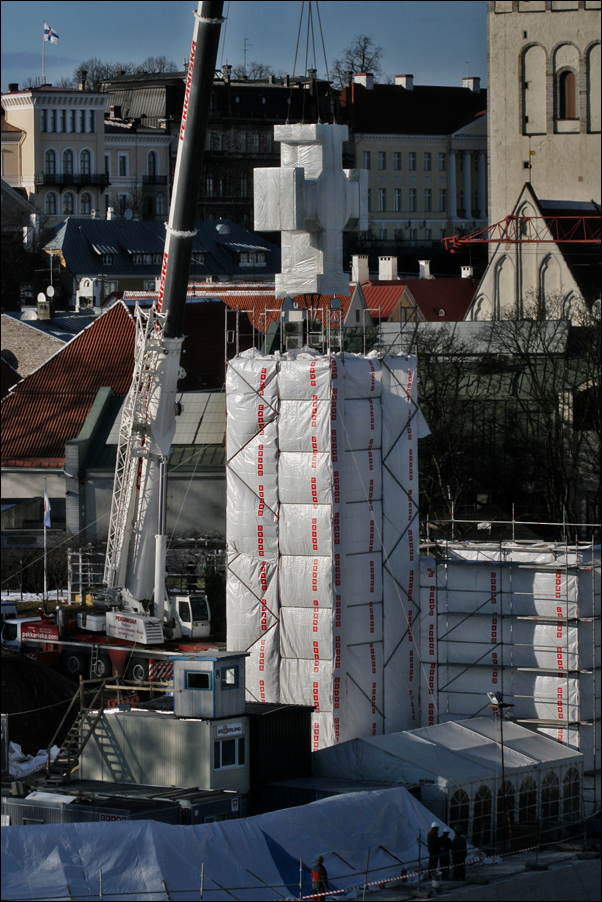
Встановлення Хреста Свободи на вершину монумента

У квітні 2001 року Талліннська міська рада ухвалила рішення про будівництво меморіалу в пам'ять про війну за незалежність Естонії та почала конкурс проєктів на будівництво пам'ятника. У жовтні 2005 року в Гар'юме було закладено наріжний камінь колони перемоги.
У 2006 році на конкурс дизайну для пам'ятника надійшло понад 40 заявок. А 5 серпня 2007 року було оголошено про перемогу проєкту будівництва «Libertas», автори якого — спочатку трималися в секреті. Проєкт будівництва був розроблений Райнером Штернфельдом, Андрі Лайдре, Кадрі Кихо та Анто Саві. А компанія Sans Souci була обрана в якості головного конструктора. Для облаштування місцевості та будівництва постаменту меморіалу була обрана компанія Celander Ehitus OÜ. Загальна вартість проєкту склала 8.85 млн євро. А підтримання належного вигляду пам'ятника обходиться в 5064 євро щомісяця. Робота-переможець зображувала пам'ятник заввишки 28 метрів і розміщувала його на схилах гори Харью. Пам'ятник складався з прямокутного постаменту і Хреста Свободи на вершині. Спочатку планувалося вирізати обриси естонського державного кордону в центрі Хреста Свободи, але пізніше було ухвалено рішення про малюнок руки з традиційним мечем і буквою «Е», що символізує Естонію. Колона була встановлена на невеликому постаменті, а позаду неї був встановлений напис «Естонська війна за незалежність 1918—1920 років», а під нею вигравіювані слова з поеми естонського поета Густава Суйтса.

### Відкриття меморіалу
Спочатку колону планувалося відкрити в кінці літа 2008 року, однак, потім міністр оборони Естонії Яак Аавіксоо ухвалив рішення про перенесення дати відкриття на 23 червня 2009 року — на День Перемоги (Естонія) Естонської армії над Балтійськийм ландесвером у Венденської битві. На церемонії відкриття меморіалу прозвучала ораторія Урмаса Сісаска «Pro Patria».